# Мурзов, Александр Иванович
Александр Иванович Мурзов — советский металлург.

## Биография
Родился в 1907 году в городе Уфа.
Окончил Сибирский металлургический институт по специальности «прокатное производство».
В нач. 1930-х гг. на Кузнецком металлургическом комбинате: слесарь-механик, калибровщик, начальник сортопрокатного цеха.
В 1939 году был первым секретарем Сталинского горкома КПСС.
В 1941 некоторое время возглавлял Череповецкий металлургический завод.
В 1942—1946 гг. — директор Магнитогорского калибровочного завода. В годы Великой Отечественной войны руководил строительством новых цехов, наращиванием производства калиброванной стали. Осенью 1943 г. был освоен выпуск метизов.
Умер в ноябре 1993 года в городе Магнитогорск.
Автор 135 печатных работ.

## Награды и Звания
Награждён орденом «Знак Почёта» (1939, 1945). Изобретатель СССР.